# Boxholm (plaats)
Boxholm is de hoofdplaats van de gemeente Boxholm in het landschap Östergötland en de provincie Östergötlands län in Zweden. De plaats heeft 3182 inwoners (2005) en een oppervlakte van 441 hectare.

## Verkeer en vervoer
Bij de plaats loopt de Riksväg 32.
De plaats heeft een station op de spoorlijnen Katrineholm - Malmö en Katrineholm - Nässjö.

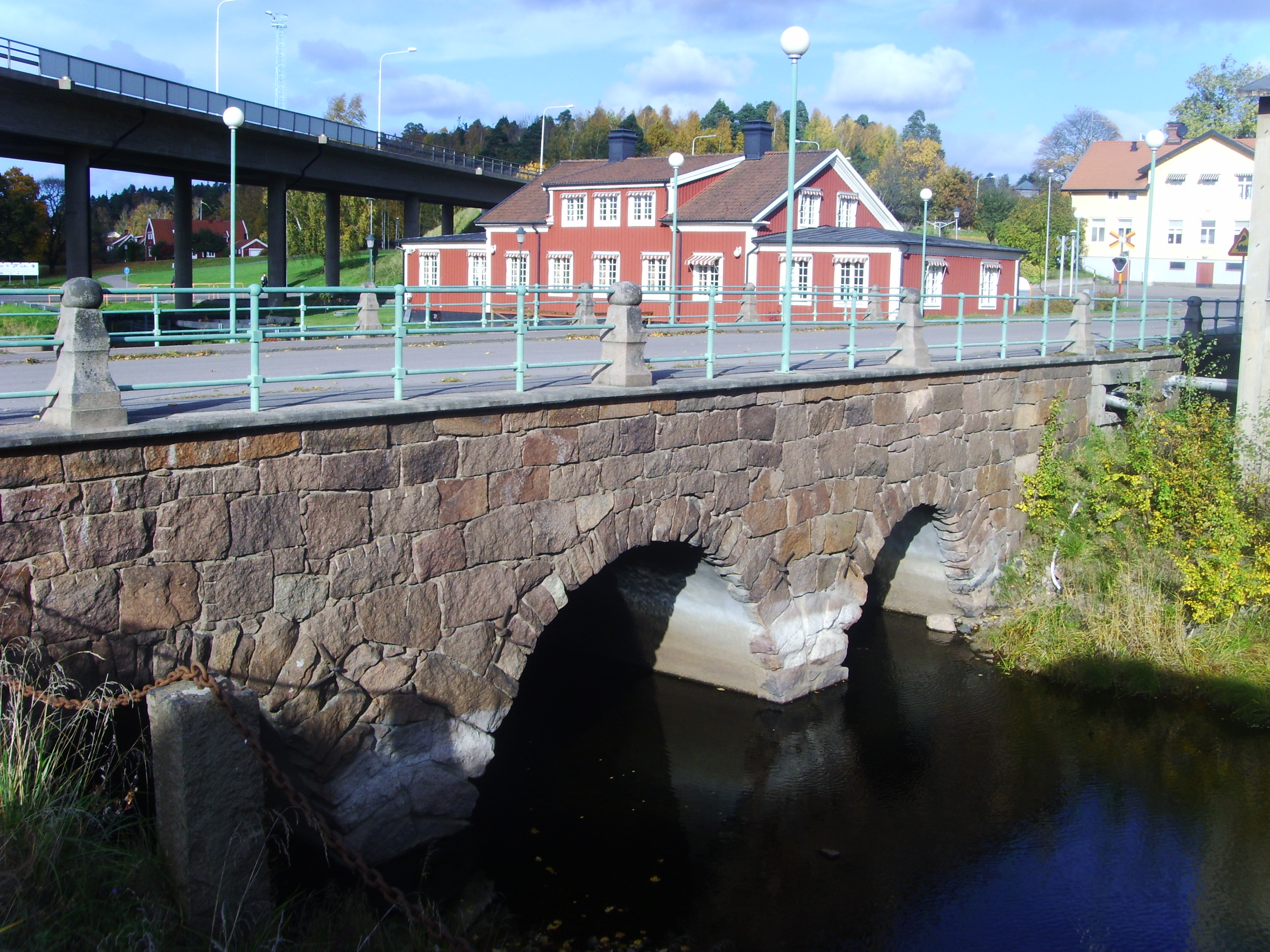
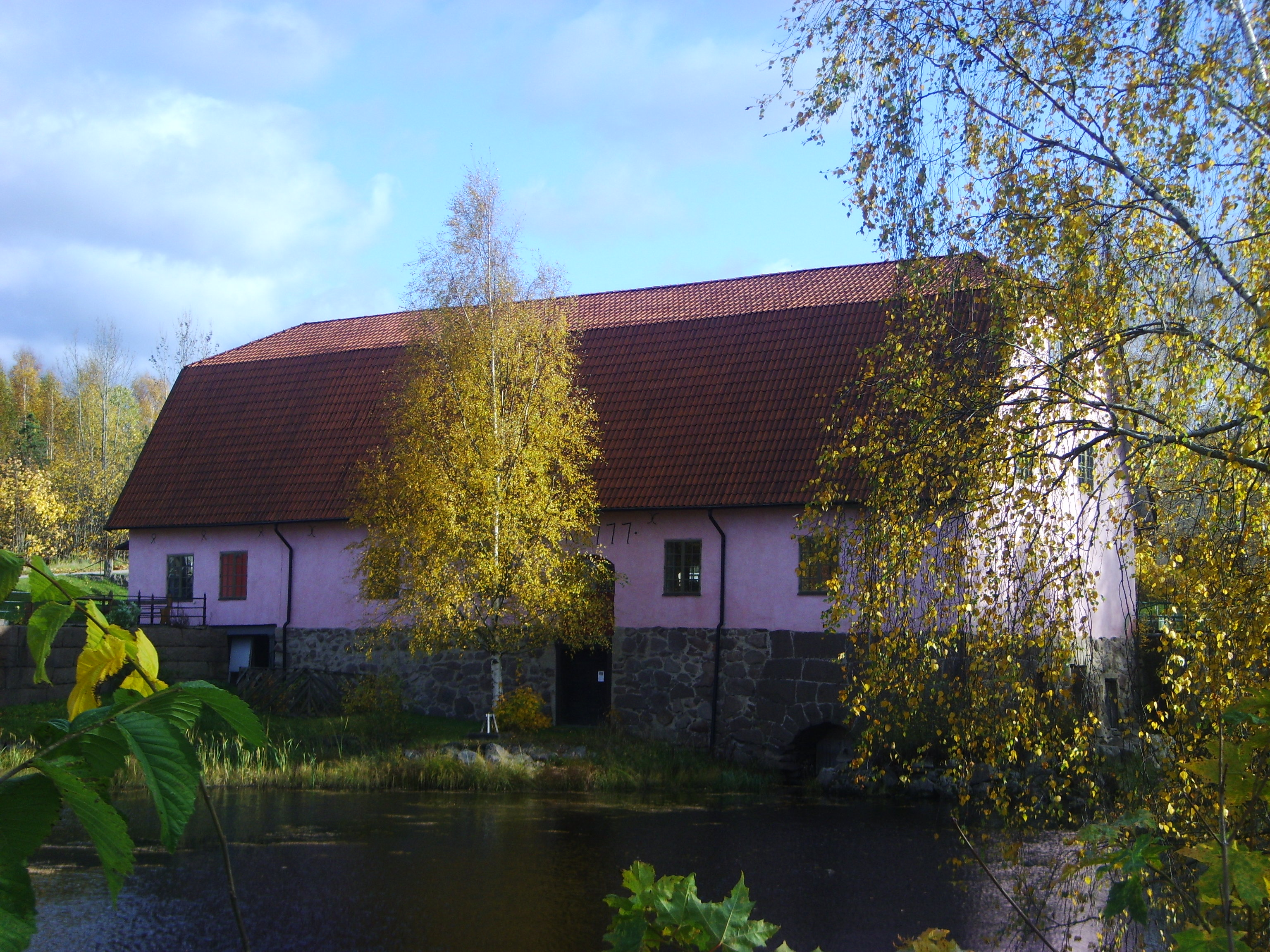
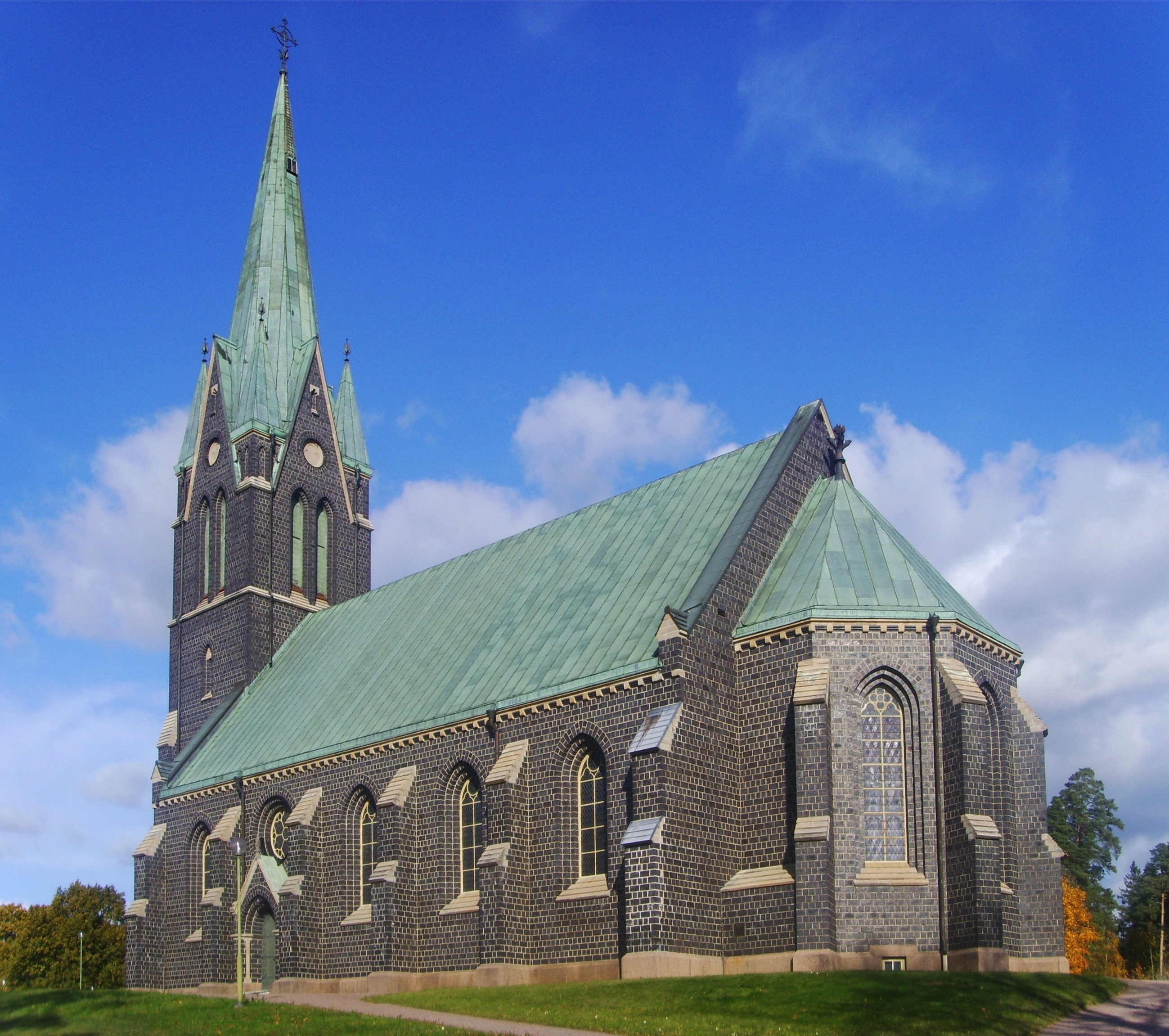
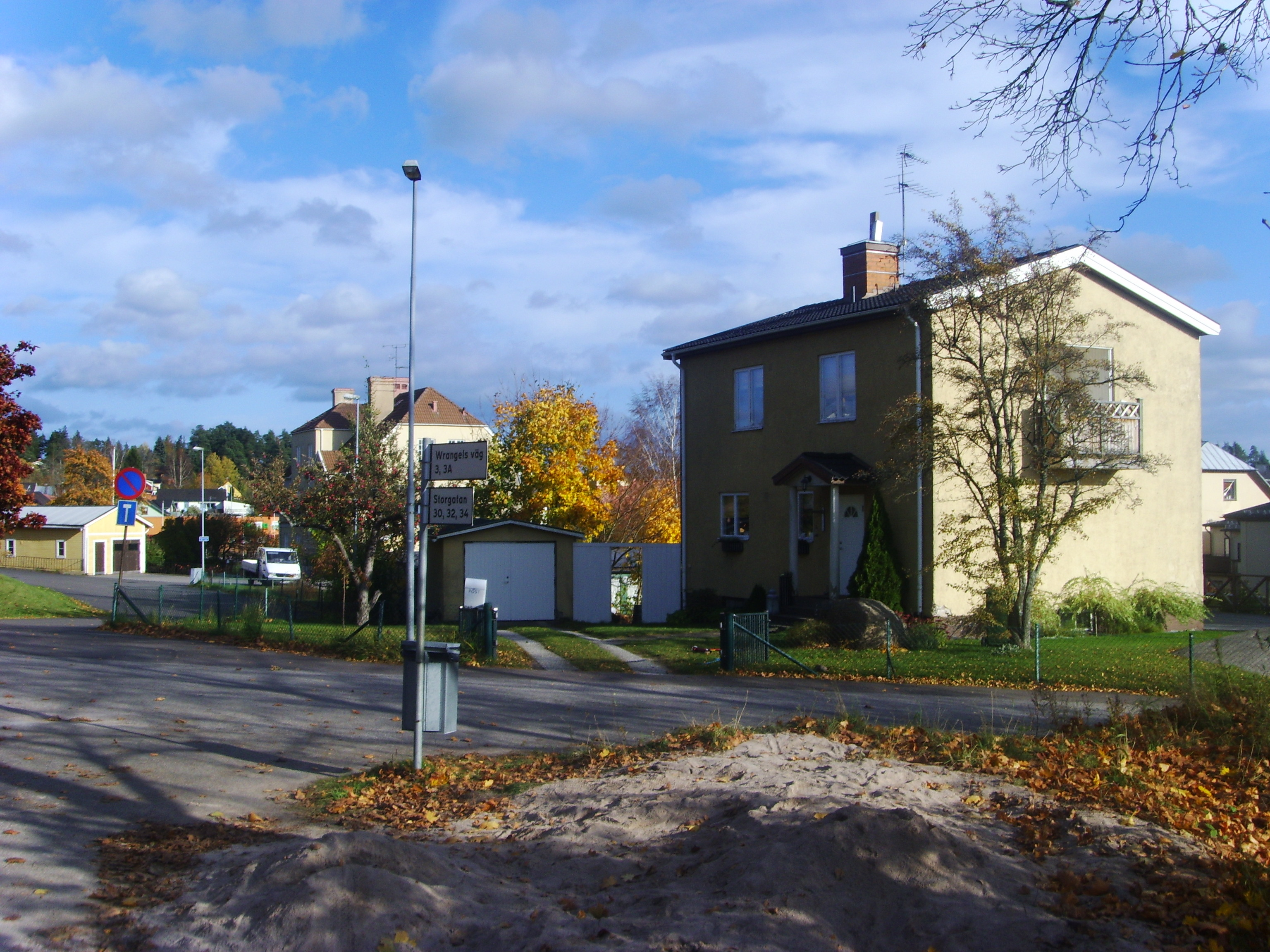
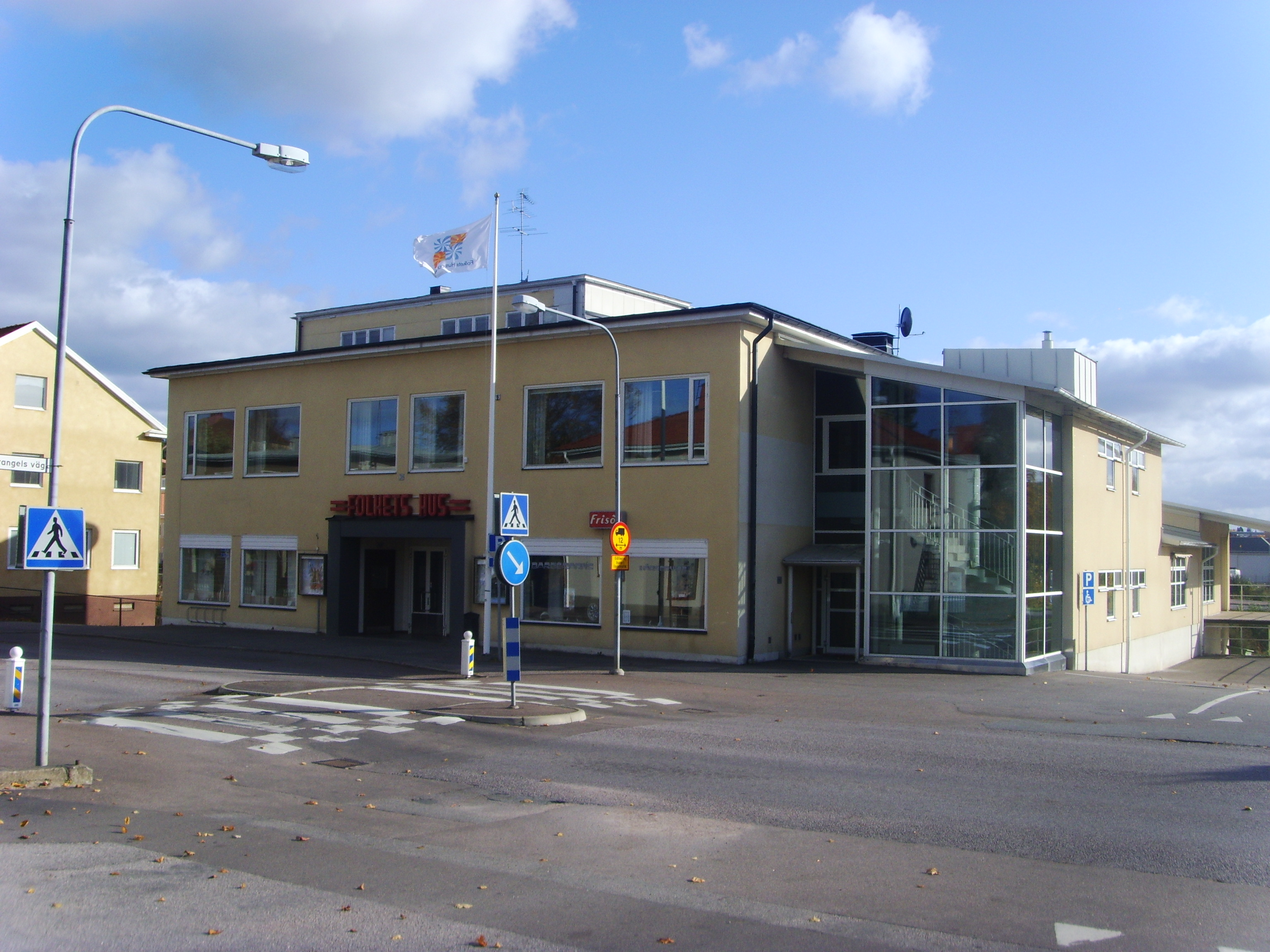
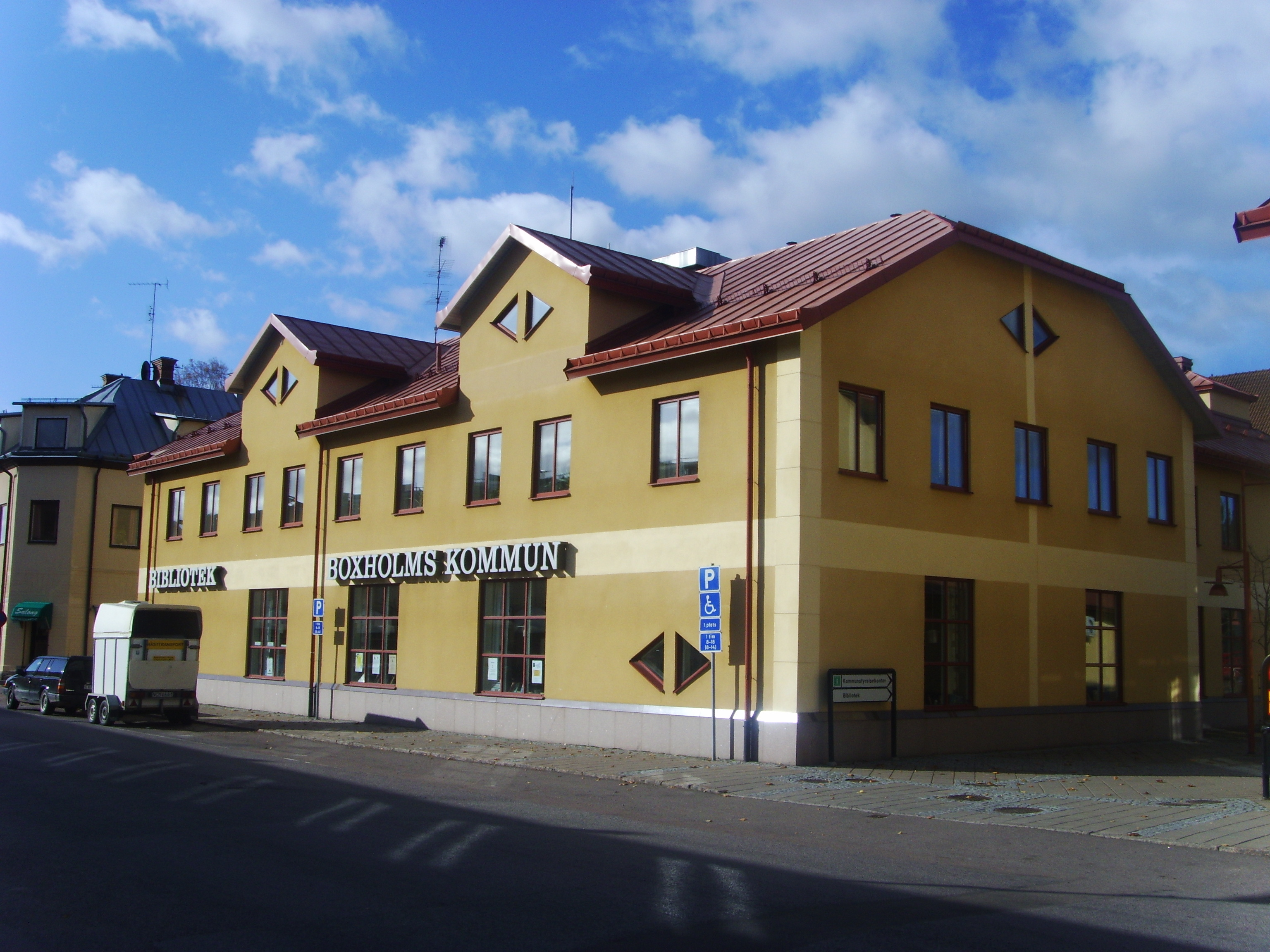